# Естебан Гранеро
Естебан Фѐликс Гранеро Молина (на испански: Esteban Félix Granero Molina) е испански професионален футболист, полузащитник на Еспаньол.
Известен е като El Pirata (Пирата) и може да играе като централен или атакуващ халф.

## Клубна кариера

### Реал Мадрид
Роден в Мадрид, Гранеро се присъединява към редиците на Реал Мадрид, когато е само на осем години, и бързо започва да показва футболните си таланти. В един сезон той вкара 83 гола в гарнитурата за деца под 10 години, и през 1999 г. е капитан на отбора под 12 години, който спечелва Международен футболен турнир, проведен в Палау Сант Жорди, Барселона след като отбора му побеждава ФК Барселона с 1 – 0, а също така е обявен за най-добрия играч на турнира. Гранеро заедно със съотборниците си Хуан Мата и Алберто Буено спечелва младежки турнир за деца под 19 години Copa de Campeones Juvenil de Fútbol през 2006 г., който е организиран от Испанската кралска футболна федерация. След това се присъединява в „C“ отбор на клуба на 17-годишна възраст, където неговият талант и умения се развиват все повече и благодарение на тях получава наградата на Дон Балон за най-добър играч в гарнитурите за сезон 2005/06. През същия сезон той прави дебют с Реал Мадрид Кастилия в мач срещу Албасете, където прави и асистенция за гол.

### Хетафе
Гранеро окончателното се прехвърля в Реал Мадрид Кастилия през 2006 – 07 в Сегунда Дивисион където бавно спечелва доверието на треньора Мичел, докато накрая се превръща в безспорен титуляр. Той в крайна сметка не успява да се изкачи в първия отбор, като другите играчи Рубен де ла Ред, Хави Гарсия и Адриан Гонзалес и на 31 август, в последния ден на трансферния прозорец, той се мести в Хетафе под наем за една година заедно с Рубен де ла Ред, но в различни сделки. След края на сезона, в който Хетафе стига до четвъртфиналите в турнира за Купата на УЕФА, Гранеро се завръща в Реал Мадрид. Въпреки това на 13 юли 2008 г., той се присъединява към Хетафе.

### Завръщане в Реал Мадрид
На 21 юли 2009 г., Реал Мадрид го закупува за сумата от € 4 млн. евро  и Гранеро вкара три гола по време на лятната подготовка на отбора. Първият му мач в Примера дивисион е на старта на сезона срещу Еспаньол спечелен с 3 – 0 на 12 септември 2009 г. В първия си сезон, в който отборът завършва на второ място в класирането, той доста често влиза като резерва в срещите.
През сезон 2010/11, след като Реал Мадрид закупува двама играчи в сходни позиции, Сами Кедира и Месут Йозил, Гранеро все по рядко започва да влиза в игра. На 16 януари 2011 г. той влиза като смяна и вкарва срещу Алмерия за 1 – 1 като гости. Ситуацията с Гранеро става лоша през сезон 2011/12, когато към отбора се присъединява Фабио Коентрао и Гранеро започва все повече да става излишен след като записва все по-малко участие в срещите.

### Куинс Парк Рейнджърс
На 30 август 2012 г., Гранеро подписва четиригодишен договор с английския клуб Куинс Парк Рейнджърс за сумата от £ 9 милиона, и носи фланелка с номер 14.  Той прави дебюта си във Висшата лига няколко дни по-късно, започвайки със загуба с 1 – 3 като гости срещу шампиона Манчестър Сити.  Гранеро вкара първия си гол за Рейнджърс на 6 октомври 2012 г. при загубата с 2 – 3 срещу Уест Бромич Албиън. 

### Реал Сосиедад
През изминалия сезон 2013/14 той играе под наем от Куинс Парк Рейнджърс, но въпреки че има записани само 4 мача за първенството двата клуба решават да подпишат дългосрочен договор. На 30 юли 2014 г., Гранеро подписва четири годишен договор с Реал Сосиедад.

## Национален отбор
След като помага на Испания да спечели Европейското първенство по футбол до 19 години на УЕФА, Гранеро прави дебюта си и за отбора до 21 години на 6 февруари 2007 г. в приятелски мач срещу Англия завършил 2:2.
Той играе и на Европейското първенство по футбол до 21 години през 2009 г.

## Успехи

### Клубни
Хетафе
- Купа на краля (1) – 2007/08 (финалист/второ място)

 Реал Мадрид
- Примера дивисион (1) – 2011/12
- Купа на краля (1) – 2010/11
- Суперкупа на Испания (2) – 2012

### Национални
- Европейско първенство по футбол до 19 години – 2006